# NGC 7374
NGC 7374 (другие обозначения — PGC 69676, NGC 7374A, MCG 2-58-7, ZWG 430.6, KUG 2243+105, KCPG 572B) — галактика в созвездии Пегас.
Этот объект занесён в новый общий каталог несколько раз, с обозначениями NGC 7374, NGC 7374A.
Этот объект входит в число перечисленных в оригинальной редакции «Нового общего каталога».